# Damarchus excavatus
Damarchus excavatus là một loài nhện trong họ Nemesiidae.
Damarchus excavatus được miêu tả năm 1921 bởi Gravely.